# Dęblin
Dęblin (prononciation [ˈdɛmblʲin]) est une ville de la voïvodie de Lublin, dans l'est de la Pologne. C'est une gmina urbaine du powiat de Ryki.
En 2013, sa population s'élevait à 17 172 habitants répartis sur une superficie de 38,51 km2.

## Géographie
Dęblin se trouve à la confluence de la Vistule et du Wieprz. Elle est située à 40 km au nord-ouest de Lublin et à 50 km au sud-est de Varsovie.
Avec les villes adjacentes de Ryki et Puławy, elle forme une agglomération de plus de 100 000 habitants.
D'après les données de 2002, la superficie de la commune de Dęblin est répartie de la façon suivante :
- terres agricoles : 28 %
- forêts : 15 %
- urbanisation : 66 %.

La commune représente 6,26 % de la superficie du powiat de Ryki.

## Histoire
Dans les années 1840, dans le cadre du royaume de Pologne sous tutelle russe, les autorités y établissent une forteresse (Ivangorodskaya krepost' en russe, Iwanogród en polonais) pour protéger l'accès sud-est de Varsovie (pendant de la forteresse de Modlin au nord-est).
Pendant la Première Guerre mondiale, la ville est prise par les armées austro-hongroise et allemande lors de la Grande Retraite de l'armée russe en 1915. Elle est intégrée au royaume de Pologne sous tutelle austro-allemande et reprend son nom polonais de Dęblin.
Au début de la Seconde Guerre mondiale, lors de l'invasion de la Pologne, Dęblin est prise par la Wehrmacht le 15 septembre 1939. Sous l'occupation allemande, sa population juive périt pendant l'Holocauste. Un grand nombre de prisonniers de guerre soviétiques (ainsi que ceux d'autres pays) meurent dans les camps établis à proximité. La ville est libérée par l'Armée rouge les 25 et 26 juillet 1944.
Dans les années d'après-guerre, la ville est reconstruite et agrandie. Elle reçoit un statut de ville (gmina urbaine) en 1954.
L'école polonaise d'aviation militaire (en), dite « école des aigles », créée en 1927, est complétée depuis 2009 par une école d'aviation civile.

## Administration
De 1975 à 1998, la gmina est attachée administrativement à l'ancienne voïvodie de Lublin.
Depuis 1999, elle fait partie de la nouvelle voïvodie de Lublin.

## Démographie
Données du 31 décembre 2014 :
| Description        | Total  | Total | Femmes | Femmes | Hommes | Hommes |
| ------------------ | ------ | ----- | ------ | ------ | ------ | ------ |
| Unité              | Nombre | %     | Nombre | %      | Nombre | %      |
| Population         | 17876  | 100   | 8 456  | 51     | 8 437  | 49     |
| Densité (hab./km²) | 464    | 464   | 227    | 227    | 236    | 236    |

## Personnalités liées à la ville
- Michael Alfred Peszke y est né
- Ignatz Bubis y a vécu de 1935 à 1944
- Witold Urbanowicz y a été promu dans l'école d'aviation

## Villes jumelées
- Rumia (Pologne)
- Drohobycz (Ukraine)
- Sedrina (Italie)